# Nhảy cầu tại giải vô địch bơi lội thế giới 2015 – Nhảy cầu nam 1m
Hạng mục Nhảy cầu nam 1m của mục nhảy cầu tại Giải vô địch bơi lội thế giới 2015 được tổ chức vào ngày 24 và 27 tháng 7 năm 2015.

## Kết quả
Vòng loại bắt đầu lúc 15 giờ ngày 24 tháng 7. Chung kết diễn ra lúc 17 giờ ngày 27 tháng 7.
Màu xanh chỉ các vận động viên lọt vào chung kết
| Thứ hạng | Vận động viên nhảy cầu | Quốc tịch         | Vòng loại | Vòng loại | Chung kết | Chung kết |
| Thứ hạng | Vận động viên nhảy cầu | Quốc tịch         | Điểm      | Thứ hạng  | Điểm      | Thứ hạng  |
| -------- | ---------------------- | ----------------- | --------- | --------- | --------- | --------- |
| 1        | Xie Siyi               | Trung Quốc        | 404,40    | 2         | 485,50    | 1         |
| 2        | Illya Kvasha           | Ukraina           | 402,60    | 3         | 449,05    | 2         |
| 3        | Michael Hixon          | Hoa Kỳ            | 373,85    | 9         | 428,30    | 3         |
| 4        | Jahir Ocampo           | México            | 412,70    | 1         | 427,35    | 4         |
| 5        | Oleh Kolodiy           | Ukraina           | 361,55    | 12        | 423,50    | 5         |
| 6        | Kristian Ipsen         | Hoa Kỳ            | 400,75    | 4         | 420,65    | 6         |
| 7        | He Chao                | Trung Quốc        | 394,95    | 5         | 415,50    | 7         |
| 8        | Constantin Blaha       | Áo                | 383,30    | 6         | 404,40    | 8         |
| 9        | Woo Ha-ram             | Hàn Quốc          | 378,60    | 7         | 399,55    | 9         |
| 10       | Matthieu Rosset        | Pháp              | 369,15    | 10        | 392,65    | 10        |
| 11       | Rommel Pacheco         | México            | 376,10    | 8         | 390,95    | 11        |
| 12       | Sebastián Morales      | Colombia          | 363,70    | 11        | 387,35    | 12        |
| 13       | Rafael Quintero        | Puerto Rico       | 354,60    | 13        |           |           |
| 14       | Oliver Homuth          | Đức               | 353,00    | 14        |           |           |
| 15       | Yauheni Karaliou       | Belarus           | 352,70    | 15        |           |           |
| 16       | Giovanni Tocci         | Ý                 | 348,80    | 16        |           |           |
| 17       | Ilya Molchanov         | Nga               | 343,05    | 17        |           |           |
| 18       | Evgenii Novoselov      | Nga               | 337,15    | 18        |           |           |
| 19       | Yona Knight-Wisdom     | Jamaica           | 335,95    | 19        |           |           |
| 20       | Andrea Chiarabini      | Ý                 | 334,10    | 20        |           |           |
| 21       | Timo Barthel           | Đức               | 324,35    | 21        |           |           |
| 22       | Kim Yeong-nam          | Hàn Quốc          | 317,20    | 22        |           |           |
| 23       | Guillaume Dutoit       | Thụy Sĩ           | 311,55    | 23        |           |           |
| 24       | Liam Stone             | New Zealand       | 310,25    | 24        |           |           |
| 25       | Nicolás García         | Tây Ban Nha       | 310,00    | 25        |           |           |
| 26       | James Denny            | Anh Quốc          | 309,60    | 26        |           |           |
| 27       | Emadeldin Abdellatif   | Ai Cập            | 309,45    | 27        |           |           |
| 28       | Jouni Kallunki         | Phần Lan          | 296,60    | 28        |           |           |
| 29       | Héctor García          | Tây Ban Nha       | 294,55    | 29        |           |           |
| 30       | Espen Bergslien        | Na Uy             | 292,55    | 30        |           |           |
| 31       | Adityo Putra           | Indonesia         | 288,05    | 31        |           |           |
| 32       | Arturo Valdés          | Cuba              | 283,35    | 32        |           |           |
| 33       | Frandiel Gómez         | Cộng hòa Dominica | 282,35    | 33        |           |           |
| 34       | Miguel Reyes           | Colombia          | 277,80    | 34        |           |           |
| 35       | Jesús Liranzo          | Venezuela         | 256,45    | 35        |           |           |
| 36       | Tri Anggoro Priambodo  | Indonesia         | 249,55    | 36        |           |           |
| 37       | Abdulrahman Abbas      | Kuwait            | 243,00    | 37        |           |           |
| 38       | Mirzokhid Mirkarimov   | Uzbekistan        | 234,15    | 38        |           |           |
| 39       | Youssef Ezzat          | Ai Cập            | 233,35    | 39        |           |           |
| 40       | Hasan Qali             | Kuwait            | 192,90    | 40        |           |           |